# 崔長文
崔 長文（さい ちょうぶん、456年頃 - 534年頃）は、北魏の官僚。字は景翰。東清河郡鄃県の出身。本貫は清河郡東武城県。

## 経歴
崔光の従祖弟にあたる。慕容白曜が山東を平定すると、長文は若くして平城に連行された。聡明俊敏で学識があった。太和年間、奉朝請に任じられた。洛陽遷都にあたって、長文は司空参軍事に任じられ、華林園の造営にあたった。後に員外散騎常侍を兼ね、宕昌国への使節の主をつとめた。帰国すると、給事中・清河国中正・尚書庫部郎に任じられた。
正始年間、諸州造仗都使となり、兵器の改修にあたった。斉州東太原郡太守・雍州撫軍府長史をつとめ、清廉謹慎なことで知られた。輔国将軍・中散大夫の位を受け、太府少卿に転じた。高陽王元雍の下で丞相諮議参軍をつとめ、太中大夫の位を受けた。
永安年間、征虜将軍・平州刺史に任じられた。老齢となり、家に帰ってもっぱら仏教経典を読む生活を送り、世事と関わらなかった。東魏の天平初年に死去した。享年は79。使持節・征東将軍・斉州刺史の位を追贈された。諡は貞といった。
子の崔慈懋は、字を徳林といい、永熙初年に征虜将軍・徐州征東府長史となった。

## 伝記資料
- 『魏書』巻67 列伝第55
- 『北史』巻44 列伝第32